# Henri Tonti
Pour les articles homonymes, voir Tonti.
Henri Tonti (1649-1704) est un soldat italien, explorateur et commerçant de fourrure au service de la France.

## Biographie
Henri (né Enrico Tonti) Tonti est probablement né près de Gaëte, Italie, en 1649 ou 1650. Il était le fils de Lorenzo Tonti, financier et ancien gouverneur de Gaète. Lorenzo est l'inventeur de l'assurance-vie, alors connue sous le nom de tontine. Alphonse de Tonti, qui était un des fondateurs de ce qui est maintenant Détroit, était son plus jeune frère.
Lorenzo a été impliqué dans une révolte contre le vice-roi espagnol à Naples, en Italie, et a été forcé de chercher l'asile politique en France au moment de la naissance de Henri.
En 1668, Henri intègre l'armée française et plus tard sert dans la marine française. En 1675, pendant la guerre de Hollande, le roi de France Louis XIV décide de soutenir la révolte de la ville de Messine contre la couronne d'Espagne. Pour cela, il envoie en Sicile des troupes et une flotte sous le commandement du Duc de Vivonne ; Tonti prend part à cette expédition. Il participe notamment à une opération militaire près du village de Gesso (Gybisso) où il perd une main dans l' explosion d'une grenade. À partir de ce moment, il porte un crochet prosthétique couvert par un gant lui valant de ce fait le surnom de « Main de Fer ». À Messine, parmi les officiers qui combattent avec les Français, il y a les frères messinais, Antoine (le futur Marquis) et Thomas (Chevalier de Malte) de Crisafy, que Tonti reverra plus tard en Nouvelle France, quand ils arriveront au Canada, en 1684, comme capitaines de deux des quatre compagnies de la marine.
Rentré en France, Tonti vit à Paris et, grâce à ses liens avec le prince de Conti qui était bien introduit à la cour de Versailles, il entre en contact avec René Robert Cavelier de La Salle. À l'été 1678, Tonti voyage en Amérique avec de La Salle qui en fait son associé pour le commerce des fourrures avec les populations autochtones de l'Ouest du Canada. La Salle laisse Tonti tenir le fort Crèvecœur dans l'Illinois tandis que lui-même retourne en Ontario.
Au printemps 1682, Tonti descend avec La Salle le Mississippi. Les lettres et les journaux de Tonti sont de très bonnes sources d'informations sur ses explorations. Il remonte notamment, avec Henri Joutel, la rivière Arkansas, fonde le poste Arkansas et navigue sur le bayou Bartholomew (appelé à l'origine "bayou Bartholomé" en l'honneur de son plus jeune compagnon de route).
Le 4 septembre 1704, Tonti, qui a contracté la fièvre jaune, meurt à Old Mobile, fort Louis de la Louisiane, proche de l'actuelle ville de Mobile dans l'Alabama.

## Œuvres
- Mémoire envoyé en 1693 sur la découverte du Mississipi et des nations voisines par le sieur La Salle, en 1678, et depuis sa mort par le sieur de Tonty, introduction par Pierre Margry, dans Revue maritime et coloniale, avril 1861, tome 1 p. 409-445 (lire en ligne)